# Дорога ветров
«Доро́га ветро́в (Гоби́йские заме́тки)» — художественно-документальная научно-популярная книга Ивана Антоновича Ефремова, отражающая его впечатления о палеонтологических экспедициях в Монголии, совершённых в 1946—1949 годах. Частично публиковалась в «Комсомольской правде» в 1954 году, первое отдельное издание было выпущено Трудрезервиздатом в 1956 году, спустя два года вышло иллюстрированное издание. Книга постоянно включается в собрания сочинений писателя, была переведена на чешский, сербохорватский и японский языки.
«Дорога ветров» состоит из двух частей, именуемых автором «книгами». Первая часть — «Кости дракона» — описывала разведочный сезон 1946 года, вторая — «Память земли» — завершающие сезоны 1948—1949 годов. Хотя формально книга посвящена научной экспедиции, она представляет собой художественное произведение, «подлинную поэму», лирическое осмысление впечатлений от природы Монголии и пустыни Гоби. Это не исключает и постоянных размышлений автора над работой геолога и палеонтолога в полевых условиях, практических заметок и выводов (как проходят по пустыне автомобильные дороги-накаты, как лучше обустроить лагерь в условиях Гоби, как составить план неразработанного местонахождения и сохранить его для будущих исследователей). В книге много зоологических и этнографических наблюдений. Тем не менее, автор сосредоточился на романтике научного поиска, описаниях природы и самоотверженного труда учёных, оставив подготовку экспедиции с её «хождениями по коридорам власти» вне своего изложения. П. Чудинов утверждал, что содержание «Дороги ветров» является выражением философских идей Ефремова о единстве природы, месте человека в природе и значении прошлого в жизни.

## Содержание
В предисловии И. А. Ефремов писал:

Настоящую книгу следует рассматривать как заметки путешественника, знакомящие читателя с интересной областью Центральной Азии, а также с некоторыми достижениями советской палеонтологической науки. Ни одного слова выдумки, ни не соответствующего действительности приукрашивания или художественного преувеличения в книге нет. Всё написанное — подлинная правда.

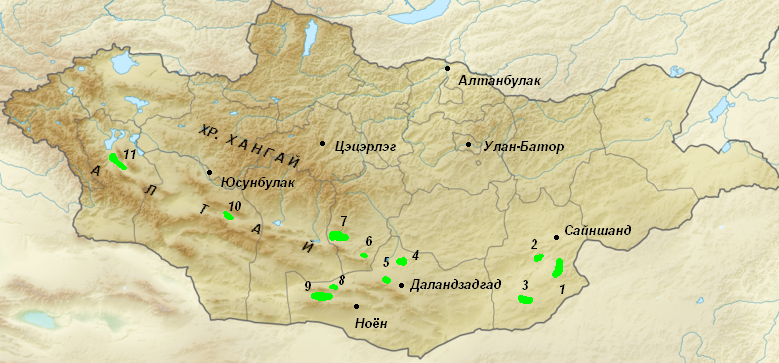
Районы раскопок Советско-монгольской палеонтологической экспедиции (1946—1949)

В книге рассказывается о работе автора в Монголии, где он был начальником Советско-Монгольской палеонтологической экспедиции (раскопочные сезоны проходили в 1946, 1948, 1949 годах). Описаны раскопки «костей дракона» — динозавров, природа монгольских степей и пустыни Гоби; даются портреты участников экспедиции: учёных (Валериана Громова, Юрия Орлова, Яна Эглона, Анатолия Рождественского и других), шофёров, рабочих, проводников-монголов.

### «Кости дракона»
В структурном отношении текст делится на две книги. Первая именуется «Кости дракона (Лууны яс)». В неблагоприятное время 1946 года советские учёные рискнули поехать в урочище Гурбан-Сайхан («Три Прекрасных»), — на восточную оконечность Гобийского Алтая. Советским учёным — Орлову, Громову и Эглону — удалось сделать важные палеонтологические находки. Монгольские власти направили в помощь проводника Цевена, который прекрасно знал природу Гоби в её мельчайших деталях, отлично разведывал путь для грузовых машин, и отлично говорил по-русски. Учёные уважительно прозвали его «академиком». Цевен и переводчик Данзан рассказали об олгой-хорхое, который якобы водится в Лысом краю и появляется в самый жаркий сезон года. Далее палеонтологи отправились в самое сердце Нэмэгэту — на массив Гильбэнту («Сверкающий»). Здесь учёные нарекли свои машины, которые стали «Дзереном», «Смерчем» и «Драконом». Миновав котловину, в которой наблюдались миражи, учёные нашли огромное месторождение костей динозавров. Несмотря на поломку машины, удалось обследовать соляную котловину, которую ранее посещали только геологические партии на верблюдах. Орлов, Громов и Эглон побывали в Баин-Дзаке — единственном в те времена известном месте, где находились сохранившиеся в ископаемом состоянии яйца динозавров. Подробно исследовать нетронутые кладки удалось только в 1948 и 1949 годах. Далее двинулись в Шарангатай, обследовали брошенный Талаин-Чжисахурал («Монастырь долинной святости»), на руинах которого нашли статуэтки божеств и книги на тибетском и монгольском языках. Среди находок был некий древний роман, который решили передать Монгольскому комитету наук. Несмотря на наступление морозов, в двадцатых числах октября экспедиция устремилась к впадине Халдзан-Шубуту («Лысая узкость»), в которой содержалось множество костей динозавров, залегавших у обрыва Баин-Ширэ. Проводник Намцерен не сумел проложить путь к горам Хара-Хутул, и страшно боялся гнева советского начальника, который сам взялся найти дорогу. В начале ноября все благополучно вернулись в Улан-Батор, а уже на следующий день морозы опустились до двадцати семи градусов ниже нуля. На годовщину Октябрьской революции учёные были приняты в правительстве Монголии.

Панорама гор Баян-Дзака — «Красной гряды»

### «Память земли»
Вторая книга именуется «Память земли (Газрын дурсгал)»; эпиграфом к ней поставлена цитата из стихотворения М. Волошина «Дом поэта»: «Будь прост, как ветер, неистощим, как море, И памятью насыщен, как земля!» На момент издания повести оно ещё не было опубликовано. Экспедиционный сезон 1948 года начался в предыдущем году с заброской запасов топлива, расходных материалов для раскопок, и прочего. Основной состав экспедиции сохранился с 1946 года, добавился лишь кинооператор Н. Л. Прозоровский. Комитет наук приставил к учёным нового переводчика Намнан-Дорджа, пожилого европеизированного монгола, который не пользовался популярностью и небрежно исполнял свои обязанности. Как и в предыдущем сезоне, машинам были даны имена собственные: трёхосный «Студебеккер» — ветеран сезона 1946 года — остался «Драконом», четыре грузовика ЗИС-5 получили имена разных животных. Имелся и джип ГАЗ-67. Весной отряд Ефремова выступил на запад. Экспедиция должна была дойти до озёр Хиргис-Нур и Хара-Усу, попутно исследуя местность и проверяя данные геологов. Обнаруженные в 1946 году месторождения следовало разрабатывать. Путь пролегал по северным склонам Хангайских гор. Передовой отряд молодого учёного Рождественского по небрежности не оставил вех, что обернулось 600-километровым переходом и перерасходом дефицитного топлива. Найдя его лагерь, Ефремов застал множество «инвалидов»: повар обварил пальцы, препаратор Пресняков мучился от прострела, рабочий Орлов сжёг на солнце спину, а у «несокрушимого Эглона» взорвался на солнце бидон с кислым молоком. Несмотря на приключения, работа была успешной, ведь Алтан-Тээли оказался самым богатым из всех местонахождений ископаемых млекопитающих в Монгольской Народной Республике. На обратном пути шли дожди, мелкие монгольские реки разлились и препятствовали доставке носорожьих черепов, костей гиппарионов, жирафов и гиен. Но всё же до Улан-Батора удалось добраться невредимыми. Предстоял штурм Нэмэгэту, с её «Могилой дракона», обнаруженной шофёром Прониным. Туда не могла пройти ни одна машина, поэтому было решено использовать верблюдов. Этим занимался переводчик Намнан-Дордж, он же доставил тёмную на вид минеральную воду, которая позволила залечить язву желудка одного из рабочих. Основательная подготовка работ и полученный ранее опыт позволили успешно провести раскопки и подробно исследовать все близлежащие местонахождения. Теперь Ефремову и его верному товарищу Новожилову стало ясно геологическое строение «Красной гряды». После окончания экспедиции машины колонной были отправлены в Советский Союз:

Если вы встретите их на улицах Москвы, доживающих свой век в честной работе, — помяните добрым словом и эти машины и их водителей. Это они, пробиваясь сквозь пыльные бури, знойные ураганы, в жестокий мороз и сильную жару через пески, горные хребты, глинистые котловины Гоби, дали возможность советским учёным совершить интересные научные открытия.

## История создания и публикации

### Монгольские экспедиции

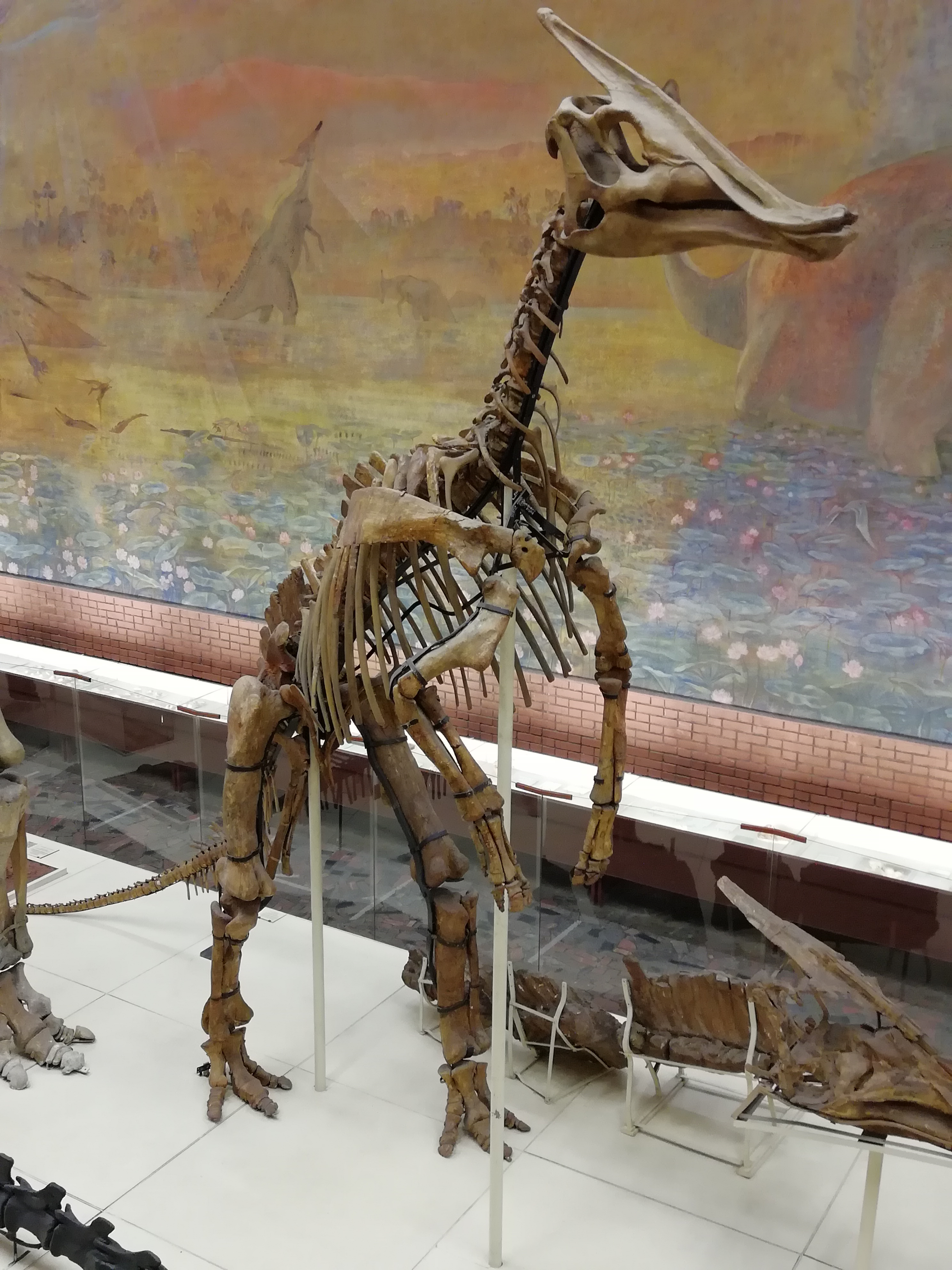
Скелет гигантского зауролофа из Монголии. Московский палеонтологический музей

В 1946, 1948 и 1949 годах Иван Антонович Ефремов последовательно руководил тремя палеонтологическими экспедициями в Монголию. О перспективности этого региона с точки зрения палеонтологии было известно ещё в 1920-е годы после американской экспедиции Р. Ч. Эндрюса; советские учёные, включая Ефремова, планировали работы ещё до войны. В 1945 году Ефремов был назначен руководителем экспедиции, в состав которой вошли такие учёные, как В. Громов, А. Кирпичников, К. Флёров, Я. Эглон, М. Лукьянова и другие. В силу организационных сложностей, бюрократических препон и состояния здоровья самого начальника, экспедиция стартовала только в августе 1946 года. Иван Ефремов принял важное решение, которое определило её успех: он рискнул провести раскопки не по запланированному маршруту (в более изученной и доступной Средней и Восточной Гоби), а в неизведанном регионе Южной Гоби. За сентябрь и октябрь было пройдено 4700 км, преимущественно по южным районам Гоби, при неблагоприятном климате, без воды и по бездорожью. На начальника экспедиции легла колоссальная нагрузка по решению различных вопросов, особенно частых поломок машин и контроля за расходом горючего. Сразу были достигнуты крупные успехи: помимо уже известных местонахождений меловых динозавров Ширэгин-Гашун и Баин-Дзак, были обнаружены новые: в Южной Гоби — Нэмэгэту, Улан-Ош, Олгой Улан-Цав, Алтан-Ула («Могила Дракона»); в Восточной Гоби — Баин-Ширэ, Хамарин-Хурал и другие. Наиболее ценной находкой стало гигантское местонахождение динозавров в котловине Нэмэгэту, в 400 км к западу от Далан-Дзадагада.
Обработка находок была трудоёмка и требовала времени, поэтому следующая экспедиция стартовала только в 1948 году; для её проведения Ефремову пришлось обращаться лично к С. Вавилову — президенту Академии наук СССР. В частной переписке начальник жаловался на «чудовищный бюрократизм», «абсолютное чиновничье бездушие» и «гнусную бумажную волокиту». Подготовка третьей экспедиции 1949 года оказалась проще ввиду очевидного влияния результатов на международный престиж советской палеонтологии. За два сезона 1948 и 1949 годов в ходе масштабных раскопок в Нэмэгэту было добыто 120 тонн палеонтологических коллекций, а общий пройденный маршрут составил 27 тысяч км, в основном по малоизученной Южной Гоби.

### Работа над путевыми записками
После успешного окончания экспедиционного сезона 1948 года, И. А. Ефремов сообщал А. П. Быстрову, что в декабре намеревался уйти в отпуск, чтобы беспрепятственно работать над повестью об экспедиции, рабочее название которой было «Лууны яс» («Кости дракона»). Упоминание книги об экспедиции вновь появляется в переписке Ефремова в ноябре 1950 года, когда сорвался предполагаемый четвёртый сезон. Иван Антонович сообщал, что «очерк» продвигается медленно, написано семь авторских листов из предполагаемых двадцати, поскольку обработка добытых палеонтологических материалов поглощали всё время. Та же ситуация сохранялась и в 1951 году: в августе Ефремов с неудовольствием сообщал, что обстоятельства не позволяют ему окончить книгу «под один мах». В письме В. А. Обручеву от 17 июня 1952 года, И. А. Ефремов упоминал две научно-популярные книги о Монгольской экспедиции, выдержанные в разных стилях и предназначенные для разных издательств: кроме «Дороги ветров», ещё «На поиски динозавров в Гоби», над которой работал его коллега Анатолий Рождественский. Этот труд вышел в 1954 году. 1 июля 1952 года законченную рукопись «Костей дракона» автор презентовал И. М. Майскому, сообщив, что первый экземпляр машинописи находится у редактора. Тем не менее, сам автор к ноябрю того же года свидетельствовал, что «очерк» о Монголии ещё далеко не закончен. Работа над второй частью книги упоминалась в переписке 1955 года, когда И. А. Ефремов получил временную инвалидность и снимал на лето дачу И. М. Майского в Мозжинке. В октябре писатель заявил И. И. Пузанову, что книга о Монголии «получилась не так, как задумывалось» из-за того, что «не успело всё как следует отстояться».
«Дорога ветров» — это караванные пути, проходящие по южной, гобийской части Монголии, где работала экспедиция Ефремова. Такое название и получила книга в окончательном варианте. Отрывки из книги были опубликованы в 1954 году в «Комсомольской правде». В марте 1956 года началась подготовка издания в Трудрезервиздате, которая постоянно задерживалась, тираж был выпущен только в начале 1957 года, составил 15 000 экземпляров, и книга быстро стала редкостью. В 1958 году было принято решение делать массовое иллюстрированное издание.

## Литературные особенности
В 1958 году была выпущена рецензия В. Острогорского, в которой подчёркивались как удачные реконструкции древних животных, пейзажи Южной Монголии, так и красочное и живое описание будней участников экспедиции. Характеристики быта монголов рецензент называл сделанными «с дружеским вниманием». «Профессия палеонтолога не только не мешает автору видеть всё интересное, заслуживающее внимания в событиях, людях и явлениях природы наших дней, но, наоборот, придаёт его взгляду на жизнь особенную широту». Подобного рода оценки стали стандартными при анализе текста «Дороги ветров». Так, Е. Брандис и В. Дмитревский характеризовали книгу как находящуюся «на стыке» науки и литературы; синтетический жанр позволяет также проникнуть в духовный облик и писательскую манеру И. А. Ефремова. Это автобиографическое произведение, в котором проявляется как симбиоз, так и борение учёного и писателя в личности Ивана Антоновича.
Смешанный жанр позволил писателю свободно обращаться с формой изложения и стилевыми регистрами:

Повествовательные отрывки здесь свободно чередуются с научными экскурсами, пейзажные зарисовки с этнографическими этюдами, бытовые эпизоды с размышлениями на разные темы, поводы для которых возникают на каждом шагу. Непритязательные, порою шероховатые описания последовательного хода работ, палеонтологических открытий и почти непрерывных передвижений экспедиции по гобийским степям и пустыням — таков сюжетный стержень «Дороги ветров». <…> [Автор] не только любуется великолепными пейзажами, но и смотрит на них глазами геолога, не только описывает, но и анализирует. Рассуждать, не объясняя, не доискиваясь до причины, Ефремов не может. Это свойственно ему органически.
Языковые средства в «Дороге ветров» многообразны: автор-учёный стремился отыскать наиболее точные формулировки, чему служило обогащение словарного запаса, в том числе из лексикона монгольского языка. «Но заботит Ефремова в первую очередь сама мысль, а не одежда мысли, важнее ему, что сказать, а не как сказать». В то же время книга является дидактической, автор стремится привить своему читателю навыки научного мышления и материалистические представления о мире, и одновременно демонстрирует «поэзию науки», романтику исследовательской деятельности. В этом плане книга характеризуется как «концепционная». Хотя изложение ведётся от первого лица, автор мало и скупо говорит о себе, его позиция выражается в способах подачи и интерпретации материала, взятого из собственных впечатлений. Огромное место в книге занимает передача чередующихся зрительных образов, в которых особенно изобильны цветовые оттенки; это сродни кинематографическому восприятию, как так образы даны в непрерывном движении, в постоянной смене «кадров». Е. Брандис и В. Дмитревский проводили аналогии с пейзажами Н. Рериха, которые ещё не были известны широкой публики ко времени публикации книги. «Эти полотна Рериха, при всей их внешней декоративности, в основе своей столь же реалистичны, как и описания природы, сделанные Ефремовым в относительно сходных географических условиях. Аналогии с живописью иногда возникают и у самого автора». Это в полной степени искусство «словесной живописи». Иван Антонович упоминал в тексте других художников, предпочитавших неразмытые броские тона, особенно Билибина и Кустодиева.

## Связь с творчеством писателя
Поскольку в результате монгольских экспедиций И. А. Ефремов обнаружил нижнепермские отложения с флорой южных материков, подобные тем, какие были найдены раньше в Сибири и в Индии; учёный мог позволить себе широкие обобщения, немыслимые в специализированной научной монографии. Сделав вывод, что однородные отложения конца палеозойской эры протягиваются с севера на юг, от Арктики до Антарктики, Иван Антонович синтезировал геологические и астрономические данные.

Если эта полоса означала климатический пояс, то, значит, климатические пояса верхнего палеозоя располагались перпендикулярно к современным и экватор пермского времени стоял «вертикально», как наш современный меридиан. Следовательно, ось нашей Земли лежала в плоскости эклиптики, в плоскости вращения планет вокруг Солнца, подобно тому как вращается в настоящее время планета Уран. Само собой разумеется, что решение проблемы потребует ещё длительной, большой работы. Астрономы, пока упорно верящие в незыблемость планетных осей, будут находить всяческие возражения и авторитетно «опровергать» нас — геологов.
Подобный метод построения и обоснования фантастических гипотез, синтеза астрономии и палеонтологии, использовался в художественных произведениях И. А. Ефремова, в частности, «Звёздных кораблях». Впервые проявились развитые в последующем творчестве идеи конвергенции человеческого знания, в котором на вершине наук стоит история. Здесь же проявилась излюбленная ефремовская идея: «палеонтология имеет много сходства с историей, особенно с древней историей» (эта формула была представлена в публикации 1954 года в «Комсомольской правде»). Мотив вертикального экватора был использован в романе «Час Быка», чтобы подчеркнуть чуждость изображаемого мира — планеты Торманс. Само название романа появилось именно в «Дороге ветров»:

Я вышел из юрты, стараясь не разбудить хозяев. Было самое глухое время — «час быка» (два часа ночи) — власти злых духов и чёрного (злого) шаманства, по старинным монгольским суевериям.

В «Дороге ветров» упоминается таинственное животное — олгой-хорхой:

Среди жителей Гоби издавна распространено предание о большом и толстом черве (олгой — толстая кишка, хорхой — червяк), свыше полуметра длиной, живущем в недоступных песчаных местах Гобийской пустыни. Рассказы об этом животном совпадают. Олгой-хорхой известен как очень страшное существо, обладающее непонятной убийственной силой, способной поразить насмерть прикоснувшегося к нему человека.
В кругу общавшихся с Ефремовым писателей-фантастов образ олгой-хорхоя использовался в разных контекстах. По сообщению Бориса Стругацкого, братья на рубеже 1950—1960-х годов стремились создать общий для всех советских фантастов Мир Светлого Будущего, чтобы там использовались одни и те же элементы антуража, одна и та же терминология, в основном, на основе ефремовской.

## Издания
- Охотники за динозаврами : отрывки из книги «Дорога Ветров» // Комсомольская правда. — 1954. — 27 августа. (Также 28 и 29 августа).
- Дорога Ветров (Гобийские заметки). — М. : Трудрезервиздат, 1956. — 360 с.
- Дорога Ветров (Гобийские заметки) : в книге использованы фотографии участников экспедиции H. Hовожилова, Ю. Орлова, H. Прозоровского, А. Рождественского, И. Ефремова ; обл. и форзац И. Старосельского ; рис. А. Орлова, И. Старосельского; Цветные вклейки К. Флёрова. — М. : Трудрезервиздат, 1958. — 360 с.
- Дорога Ветров (Гобийские заметки) / послесловие И. Ефремова. — Изд. 2-е. — М. : Географгиз, 1962. — 384 с. — (Путешествия. Приключения. Фантастика).
- Дорога ветров (Гобийские заметки). — М. : Молодая гвардия, 1980. — 416 с. — Издание вышло в оформлении собрания сочинений 1975 года, но без обозначения номера тома.
- Дорога ветров (Гобийские заметки) // Собрание сочинений : в 5 т.. — М. : Молодая гвардия, 1986. — Т. 2. — 416 с.
- Дорога ветров. Гобийские заметки // Собрание сочинений : в 6 т. / худож. Давид Шимилис. — М. : Советский писатель, 1992. — Т. 2: Дорога ветров (Гобийские заметки); На краю Ойкумены : повесть. — С. 5—402. — 752 с. — ISBN 5-265-02736-Х.
- Дорога Ветров: Гобийские заметки. — СПб., М. : Азбука-Аттикус, 2019. — 544 с. — (Азбука-классика. Non-Fiction). — ISBN 978-5-389-16845-9.
- Дорога ветров (Гобийские заметки) // Дорога ветров; Статьи; Интервью: [Документальные произведения] / худож. А. Орлов, И. Старосельский ; фото для цветных вклеек Н. Ю. Венчковской, С. В. Писаревского и проф. К. К. Флёрова. — М. : Престиж Бук, 2020. — С. 7—519. — (Ретро-библиотека приключений и научной фантастики). — Аллан Ефремов. Предисловие. — ISBN 978-5-4459-0120-4.